# ディエゴ・アリアス
ディエゴ・アレハンドロ・アリアス・インカピエ（スペイン語: Diego Alejandro Arias Hincapié、1985年6月15日 - ）は、コロンビアの元サッカー選手。元コロンビア代表。現役時代のポジションはMF。

## クラブ歴
2004年にデポルティーボ・ペレイラのトップチームに昇格。2010年にオンセ・カルダスに移籍し主将を務めた。
2011年1月に1年半契約でギリシャ・スーパーリーグのPAOKテッサロニキに加入。2012年にカンピオナート・ブラジレイロ・セリエAのクルゼイロECに移籍。
2013年にアトレティコ・ナシオナルに加入しコロンビアに復帰した。

## 代表歴
2011年11月15日の2014 FIFAワールドカップ・南米予選のアルゼンチン代表戦でジャクソン・マルティネスに代わって出場しコロンビア代表デビュー。

## タイトル
オンセ・カルダス
- カテゴリア・プリメーラA: 2010-II

アトレティコ・ナシオナル
- カテゴリア・プリメーラA: 2013-I, 2013-II, 2014-I, 2015-II, 2017-I
- コパ・コロンビア: 2013, 2016
- スーペルリーガ・コロンビアーナ: 2012, 2016
- コパ・リベルタドーレス: 2016
- レコパ・スダメリカーナ: 2017

インデペンディエンテ・メデジン
- コパ・コロンビア: 2019